# Eugénie Ravasco
Eugénie Ravasco (Milan 4 janvier 1845 - Gênes 30 décembre 1900) est une religieuse italienne, fondatrice des filles des Sacrés-Cœurs de Jésus et de Marie vouée à l’éducation de la jeunesse et à la promotion des jeunes ouvrières.
Elle est béatifiée à Rome, le 27 avril 2003, par Jean-Paul II.
Son œuvre rassemble aujourd’hui près de 500 religieuses, surtout en Amérique latine et en Italie ; mais aussi en Suisse, en Albanie, aux Philippines et en Afrique.
Elle est célébrée liturgiquement par l'Église catholique le 30 décembre.